# Gauliga Schleswig-Holstein
Gauliga Schleswig-Holstein byla jedna z mnoha skupin Gauligy, nejvyšší fotbalové soutěže na území Německa v letech 1933 – 1945. Vytvořena byla v roce 1942 vyčleněním z Gauligy Nordmark. Pořádala se na území Šlesvicko-Holštýnska. Vítězové jednotlivých skupin Gauligy postupovali do celostátní soutěže, která trvala necelý měsíc, v níž se kluby utkávaly vyřazovacím způsobem.
Zanikla v roce 1945 po pádu nacistického Německa. Po jeho zániku bylo území Gauligy Schleswig-Holstein začleněno pod Oberligu Nord.

## Nejlepší kluby v historii - podle počtu titulů
Zdroj: 
| Vítězové nejvyšší ligové soutěže |        |                 |
| Klub                             | Tituly | Vítězné ročníky |
| Holstein Kiel                    | 2      | 1943, 1944      |

## Vítězové jednotlivých ročníků
Zdroj: 
| Gauliga Schleswig-Holstein (1942 – 1945)                                                                 |                   |                                 |               |
| Ročník                                                                                                   | Vítěz Gauligy     | Umístění v německém mistrovství | Německý mistr |
| 1942 – 1943                                                                                              | Holstein Kiel (1) | 3. místo                        | Dresdner SC   |
| 1943 – 1944                                                                                              | Holstein Kiel (2) | Osmifinále                      | Dresdner SC   |
| • Gauliga byla v sezóně 1944/45 zrušena, a to kvůli přesunutí bojů druhé světové války na území Německa. |                   |                                 |               |